# Jatin-Lalit

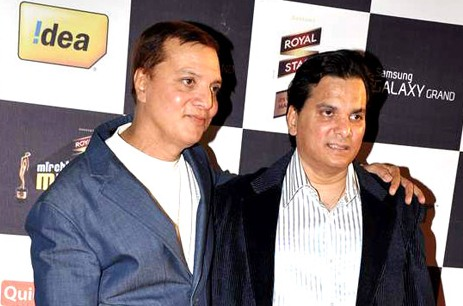
Jatin-Lalit

Jatin-Lalit (Jatin Pandit i Lalit Pandit) to indyjski braterski duet kompozytorów filmowych tworzący muzykę do filmów od 1992 roku.

## Filmografia
- Yaara Dildara (1991)
- Jo Jeeta Wohi Sikandar (1992)
- Khiladi (1992)
- Raju, gentleman w każdym calu (1992)
- Aadmi (1993)
- Ashant (1993)
- Bhookamp (1993)
- Boy Friend (1993)
- Vishnu Vijaya (1993)
- Cheetah (1994)
- Dusmanon Ka Dushman (1994)
- Hanste Khelte (1994)
- Czasem tak, czasem nie (1994)
- Lakshya (1994)
- Vaade Iraade (1994)
- Zaalim (1994)
- Żona dla zuchwałych (1995)
- Gangster (1995)
- Nishana (1995)
- Pandav (1995)
- Biyer Phul (1996)
- Fareb (1996)
- Khamoshi (1996)
- Return Of Jewel Thief (1996)
- Agni (1997)
- Daava (1997)
- Ek Phool Teen Kante (1997)
- Gunda Gardi (1997)
- Tum Jiyo Hazaro Saal (1997)
- Miłość czy pieniądze? (1997)
- Badadin (1998)
- Billa No. 302 (1998)
- Dhoondte Reh Jaaoge (1998)
- Ghulam (1998)
- Jab Pyar Kisise Hota Hai (1998)
- Khoobsurat (1998)
- Kuch Kuch Hota Hai (1998)
- Pyar To Hona Hi Tha (1998)
- Saazish (1998)
- Dil Kya Kare (1999)
- Dillagi (1999)
- Pyaar Kiya To Darna Kya (1999)
- Pyar Koi Khel Nahin (1999)
- Sar Aankhon Par (1999)
- Sangharsh (1999)
- Poświęcenie (1999)
- Silsila Hai Pyar Ka (1999)
- Vaastav (1999)
- Dhai Akshar Prem Ke (2000)
- Miłość żyje wiecznie (2000)
- Moje serce bije po indyjsku (2000)
- Raja Ko Rani Se Pyar Ho Gaya (2000)
- Raju Chacha (2000)
- Yeh Hai Mumbai Meri Jaan (2000)
- Albela (2001)
- Cenzor (2001)
- Czasem słońce, czasem deszcz (2001)
- Aankhen (2002)
- Kehtaa Hai Dil Baar Baar (2002)
- Kranti (2002)
- Soch (2002)
- Waah Tera Kya Kehna (2002)
- Chalte Chalte – Blisko siebie (2003)
- Haasil (2003)
- Zameer (2003)
- Aur Phir Ek Din (2004)
- Zakochani (2004)
- Main Hogaya Tumhara (2004)
- Mulaqwaat (2004)
- Rok Sako To Rok Lo (2004)
- Sab Kuch Hai Par Kuch Bhi Kahin (2004)
- Aap Jaisa Koi Nahin (2005)
- Khamosshh -Ek Raat (2005)
- Chand Sa Roshan Chehra (2005)
- Filmstar (2005)
- Pyaar Mein Twist (2005)
- Revathi (2005)
- Unicestwienie (2006)
- Mera Dil Leke Dekho (2006)
- Faisla
- Loveria
- Sab Kuch Hai Par Kuch Bhi Nahi
- Mr. White Mr. Black (2008)